# Grande icosaedro troncato
In geometria, il grande icosaedro troncato è un poliedro stellato uniforme avente 32 facce - 20 esagonali e 12 a forma di pentagramma - 90 spigoli e 60 vertici.

## Coordinate cartesiane
Le coordinate cartesiane per i vertici del grande icosaedro troncato sono date da tutte le permutazioni pari di:
{\displaystyle \left(\,\pm 1,\,0,\,\pm 3\varphi ^{-1}\,\right)}
{\displaystyle \left(\,\pm 2,\,\pm \varphi ^{-1},\,\pm \varphi ^{-3}\,\right)}
{\displaystyle \left(\,\pm (1+\varphi ^{-2}),\,\pm 1,\,\pm 2\varphi ^{-1}\,\right)}
dove {\displaystyle \varphi ={\tfrac {1+{\sqrt {5}}}{2}}} è la sezione aurea.

## Poliedri correlati
Il grande icosaedro troncato, spesso indicato con il simbolo U55 e avente come inviluppo convesso un rombicosidodecaedro non uniforme, è il risultato del troncamento di un grande icosaedro; di seguito un'animazione che mostra la sequenza di troncamento da un grande dodecaedro stellato, {5⁄2, 3}, a un grande icosaedro, {3, 5⁄2} e viceversa, con il grande icosaedro troncato come passaggio intermedio:

| Name                        | Grande dodecaedro stellato | Icosaedro | Grande icosidodecaedro | Grande icosaedro troncato | Grande icosaedro |
| --------------------------- | -------------------------- | --------- | ---------------------- | ------------------------- | ---------------- |
| Diagramma di Coxeter-Dynkin |                            |           |                        |                           |                  |
| Immagine                    |                            |           |                        |                           |                  |

### Grande pentacisdodecaedro stellato
Il grande pentacisdodecaedro stellato è un poliedro stellato isoedro, nonché il duale del grande icosaedro troncato, avente per facce 60 triangoli isosceli.
Dato un grande icosaedro troncato di spigolo pari a 1, immaginando il grande pentacisdodecaedro stellato come composto da 60 facce intersecanti a forma di triangolo isoscele, come riportato nella figura sottostante, di cui solo una parte visibile all'esterno del solido, le facce risultanti hanno una coppia di angoli uguali di ampiezza pari a {\displaystyle \arccos({\frac {3}{4}}+{\frac {1}{12}}{\sqrt {5}})\approx 20,554\,442\,656\,71^{\circ }} e l'angolo al vertice di ampiezza pari a {\displaystyle \arccos(-{\frac {7}{36}}-{\frac {1}{4}}{\sqrt {5}})\approx 138,891\,114\,686\,59^{\circ }}, con la base di lunghezza pari a {\displaystyle 3{\frac {1+{\sqrt {5}}}{2}}\approx 4,85410} e i due lati uguali di lunghezza pari a {\displaystyle 9{\frac {1+2{\sqrt {5}}}{19}}\approx 2,59206}.